# District de Gonda
Le district de Gonda (en hindi : गोंडा जिला) est une division administrative de la division de Devipatan dans l'État de l'Uttar Pradesh, en Inde.

## Géographie
Le centre administratif du district est Gonda. 
La superficie du district est de 4 003 km2 et la population était en 2011 de 3 433 919 habitants.